# Kernkraftwerk Hatch
Das Kernkraftwerk Hatch befindet sich in der Nähe von Baxley, Georgia. Die Anlage verfügt über zwei Siedewasserreaktoren. Betreiber ist die Southern Nuclear Operating Corporation, ein Tochterunternehmen der Southern Company. Benannt ist die Anlage nach Edwin I. Hatch, der von 1963 bis 1975 Präsident, danach Aufsichtsratsvorsitzender bis zu seiner Pensionierung war. 
Mit 50,1 % ist Georgia Power, ebenfalls ein Tochterunternehmen der Southern Company, der größte Anteilseigner, danach folgen: Oglethorpe Power Corporation (30 %), Municipal Electrical Authority of Georgia (17,7 %) und die Stadt Dalton (2,2 %).

## Block 1
Block 1 ist ein Siedewasserreaktor von General Electric mit einer elektrischen Nettoleistung von 876 MWe und einer Bruttoleistung von 898 MWe. Der Baubeginn war am 30. September 1969, er wurde am 11. November 1974 erstmals mit dem Stromnetz synchronisiert und ging am 31. Dezember 1975 in den kommerziellen Leistungsbetrieb.
Die um 20 Jahre verlängerte Betriebsgenehmigung gilt bis 6. August 2034.

## Block 2
Block 2 ist ebenfalls ein General Electric-Siedewasserreaktor, allerdings mit einer Leistung von 883 MWe netto und 921 MWe brutto. Der Baubeginn war am 27. Dezember 1972, die erste Netzsynchronisation erfolgte am 22. September 1978, er nahm am 5. September 1979 den kommerziellen Leistungsbetrieb auf.
Die um 20 Jahre verlängerte Betriebsgenehmigung gilt bis 13. Juni 2038.

## Unfälle
Am 3. Dezember 1986 kam es in einem Lager für abgebrannte Brennstäbe auf dem Gelände des Kernkraftwerks zu einem Unfall, bei dem etwa 500.000 Liter (141.000 Gallonen) radioaktives Wasser aus den Lagerbecken ausliefen. Davon gelangten etwa 300.000 Liter (84.000 Gallonen) über die Regendrainage in ein Feuchtgebiet auf dem Gelände des Kraftwerks. Ursache war eine Fehlbedienung durch einen Mitarbeiter.
Am 7. März 2008 kam es in Block 2 zu einer Notabschaltung. Ursache war ein Upgrade an einem Server im Verwaltungsbereich. Durch den anschließenden Reboot wurde ein Kontrollcomputer nicht mehr rechtzeitig mit Daten versorgt. Er interpretierte dieses als fallenden Wasserstand in Kern und leitete daraufhin die Notabschaltung ein. Der Vorfall zeigt erneut die Gefahr der Verbindung von Verwaltungsnetzwerken (und externen Zugriffen) und Kontrollnetzen (SCADA). Solche Netze sind meist nur für den internen und ungestörten Datenverkehr ausgelegt.

## Daten der Reaktorblöcke
Das Kernkraftwerk Hatch hat zwei Blöcke:
| Reaktorblock | Reaktortyp         | Netto- leistung | Brutto- leistung | Baubeginn  | Netzsyn- chronisation | Kommer- zieller Betrieb | Abschal- tung  |
| ------------ | ------------------ | --------------- | ---------------- | ---------- | --------------------- | ----------------------- | -------------- |
| Hatch-1      | Siedewasserreaktor | 876 MW          | 898 MW           | 30.09.1969 | 11.11.1974            | 31.12.1975              | (2034 geplant) |
| Hatch-2      | Siedewasserreaktor | 883 MW          | 921 MW           | 27.12.1972 | 22.09.1978            | 05.09.1979              | (2038 geplant) |